# Comunhão fechada
A comunhão fechada é a prática de restringir a distribuição dos elementos da Santa Comunhão (também conhecida como Eucaristia ou Ceia do Senhor) a membros em boa posição de uma igreja, denominação, seita ou congregação específica. Embora o significado do termo possa variar um pouco entre diferentes tradições teológicas cristãs, geralmente significa que uma igreja ou denominação limita a participação (na Eucaristia) aos seus próprios membros, aos membros de sua denominação, ou a membros de alguma classe específica (por exemplo, membros batizados de igrejas evangélicas). Essa restrição é baseada em vários parâmetros, um dos quais é o batismo.
Uma igreja de comunhão fechada é aquela que exclui indivíduos (que ela mesma identifica) de receber a comunhão. Esse padrão varia de igreja para igreja. Essa é a prática conhecida da maioria das igrejas tradicionais que são anteriores à Reforma Protestante. Outras igrejas que surgiram após a Reforma Protestante também têm suas próprias regras de restrição. Nas igrejas atuais de várias denominações, as regras para participar da Eucaristia são variadas.
Já as igrejas que praticam a comunhão aberta permitem que todos os cristãos participem da Ceia do Senhor, sem a necessidade de ser membro de uma comunidade cristã específica para receber o pão e o vinho. Isso contrasta com as igrejas pré-Reforma, que defendem que, em suas celebrações, o pão e o vinho deixam de ser pão e vinho.